# Hemitrichia clavata
Hemitrichia clavata, auf Deutsch mitunter als Gelber Scheinhaarstäubling bezeichnet, ist ein Schleimpilz (Myxomycet) aus der Familie der Trichiidae.

## Merkmale
Hemitrichia clavata bildet gestielte Fruchtkörper (Sporokarpe), die einzeln oder in dichten Gruppen wachsen. Sie sind keulenförmig oder umgekehrt birnenförmig ausgebildet und goldgelb, manchmal braunoliv bis olivgelb gefärbt, wobei sie nach oben hin heller getönt sind. Die Oberfläche ist glänzend. Sie erreichen eine Gesamthöhe von 1 bis 3 mm. Die Sporenkapseln (Sporokarpien) werden 0,7–1,5 mm hoch und 0,5–1,8 mm breit.
Die häutige Unterlage (Hypothallus) ist rotbraun gefärbt und umgibt die Stielbasis unregelmäßig. Bei Fruktifikationen in Gruppen überzieht er das Substrat mit Unterbrechungen. Der Stiel ist an der Basis dunkelbraun und zur Spitze hin heller werdend. Er geht allmählich in die Sporokarpie über. Im durchfallenden Licht erscheint er braun. Der Stiel wird 0,3–1,5 mm lang und etwa 0,2 mm dick. In dessen Mitte befinden sich sporenähnliche Zysten, die etwa 10–20 µm groß sind.
Die Hülle (Peridie) öffnet sich unregelmäßig im oberen Teil, wobei die Hälfte bis zwei Drittel erhalten bleiben. Der Rand franst dabei teilweise aus. Im durchfallenden Licht erscheint die Peridie hellgelb. Sie weist feine, dicht stehende Warzen, zum Stiel hin mitunter eine unterbrochene Netzzeichnung auf. Das Haargeflecht (Capillitium) ist elastisch und erscheint in Masse gelb. Es liegt nach dem Austreten aus der Sporokarpie locker vor. Es ist am Bechergrund zur Stielspitze hin angewachsen, sonst aber frei. Die Fasern erscheinen im durchfallenden Licht hellgelb bis honigfarben und besitzen 3 bis 5 mäßig fest gewickelte Spiralleisten. Diese sind mit sehr feinen Stacheln besetzt und bilden so einen helleren Saum. Das Capillitium bildet ein großmaschiges Netz mit wenigen freien Enden, welche mitunter verdickt sind. Die Fasern sind 4–7 µm dick. Die Sporen erscheinen in Masse gelb, im durchfallenden Licht hell- bis honiggelb. Sie weisen ein feines kleinmaschiges Netz und feine Warzen auf; zudem sind sie deutlich gesäumt. Sie sind kugelig bis breitelliptisch geformt und messen 7–10 µm im Durchmesser.
Das Plasmodium ist weiß.

## Artabgrenzung
Ähnlich ist Hemitrichia calyculata. Von dieser unterscheidet sich H. clavata durch einen abrupt in die Sporokarpie übergehenden Stiel, tropfenförmig austretendes Capillitium, flachere Becher und kaum gesäumte Sporen. H. montana hat größere Sporen, einen kürzeren oder fehlenden Stiel. Seine Peridie weist eine Netzzeichnung und keine Warzen auf. H. intorta besitzt eher kugelförmige Sporokarpien sowie ein stacheliges Capillitium, das in sich selbst zurückgedreht ist und einen kürzeren Stiel.

## Ökologie und Phänologie
Hemitrichia clavata wächst meist auf Laubholz und erscheint auch nach recht trockenen Perioden. Vergesellschaftungen wurden beobachtet mit Arcyria denudata, H. calyculata, H. serpula, Metatrichia floriformis, M. vesparium, Trichia scabra und T. varia. H. clavata fruktifiziert vorwiegend in den Monaten von August bis Mai.

## Verbreitung
H. clavata ist ein häufiger Schleimpilz und zählt gebietsweise zu den häufigsten Vertretern dieser Gruppe. Er ist bis in die höheren Lagen der Alpen anzutreffen und in der gemäßigten Zone weit verbreitet. Funde in den Tropen sind allerdings auf Verwechslungen mit Hemitrichia calyculata zurückzuführen.